# (21731) Zhuruochen
(21731) Zhuruochen (1999 RT142) – planetoida z grupy pasa głównego asteroid okrążająca Słońce w ciągu 4,19 lat w średniej odległości 2,6 j.a. Odkryta 9 września 1999 roku.